# Sistema Brasileño de Museos
El Sistema Brasileño de Museos (SBM) (en portugués Sistema Brasileiro de Museus) fue creado a través del Decreto n.º 5.264, del 5 de noviembre de 2004, firmado por el presidente de la República Luiz Inácio Lula da Silva y por el ministro de Cultura Gilberto Passos Gil Moreira. Es un marco en la actuación de las políticas públicas dirigidas al sector museológico. Su establecimiento cumple una de las premisas en la Política Nacional de Museos, o sea, la constitución de una amplia y diversificada red de apoyo que, sumando esfuerzos, contribuyan a la valorización, preservación y gerenciamiento del patrimonio cultural brasileño bajo la tutela de los museos, de modo a tornarlos cada vez más representativos de la diversidad étnica y cultural del país. 
El SBM tiene por finalidad facilitar el diálogo entre museos e instituciones afines, con vistas a la gestión integrada y el desarrollo de los museos, acervos y procesos museológicos brasileños. Además, el SBM propicía el fortalecimiento y la creación de los sistemas regionales de museos, la institucionalización de nuevos sistemas estaduales y municipales de museos y la articulación de redes temáticas de museos. También es atribución del SBM proponer la creación y el perfeccionamiento de los instrumentos legales para el mejor disempeño y desarrollo de las instituciones museológicas en Brasil.

## Comité de gestión
La dimensión democrática del SBM está presente en la composición de su Comité de Gestión, que agrega representantes del sector del gobierno y de la sociedad civil ligados al área museológica. El Comité de Gestión tiene el papel de proponer las directrices y las acciones para el sector museológico, siempre de una forma participativa y con amplio debate.

## Condiciones de adhesión
Instituciones museológicas, sistemas de museos, universidades que mantengan cursos relativos al campo museológico e instituciones organizadas vinculadas al sector pueden adherir al SBM por intermedio del Término de Adhesión, firmado entre la institución y el Ministerio de la Cultura.
Esta adhesión es de la mayor importancia, pues estimula la articulación entre el poder público y la sociedad civil, aumenta la visibilidad institucional y favorece la mejor gestión y la configuración del campo museológico.